# Premio Haxtur

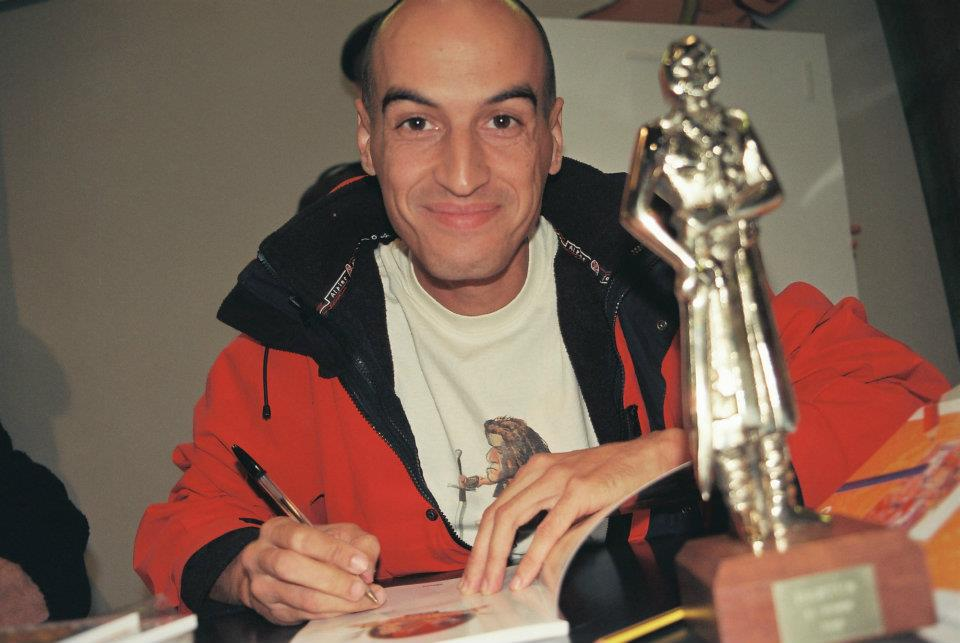
Pau Betelgeuse, ganador del Premio Haxtur en el año 2009.

Los Premios Haxtur fueron reconocimientos al logro en el medio de las historietas, creados en el año 1975 por la revista asturiana de cómic El Wendigo y entregados anualmente de 1985 a 2015 en el Salón Internacional del Cómic del Principado de Asturias.Toman su nombre de la obra homónima de Víctor de la Fuente.
Los Premios Haxtur han dado reconocimiento al Salón Internacional del Cómic del Principado de Asturias, de modo que este no se entendería sin ellos.

## Historia
En el año 1975, se celebraba en Gijón. 

Debido a dificultades con su organización, los Premios se entregaron oficialmente por primera vez en el II Salón del Cómic Ciudad de Oviedo en el año 1985. En la editorial del número 34 de El Wendigo (en el mes de diciembre de dicho año) se explica la aparición de estos Premios:
Queremos que los Premios de El Wendigo sean y lo serán sin duda, honestos en el planteamiento e independientes en la selección de galardonados(…)Los Premios serán llamados Haxtur por tres razones: Llevar el nombre de un personaje definitivo en la historia del cómic español e implícitamente un recuerdo permanente de su universal autor. Haxtur, ese guerrillero que lucha contra toda injusticia con una espada y un «por qué» nos parece un buen símbolo.Víctor de la Fuente, y esto no es provincialismo ni provincianismo, es paisano nuestro y en su condición universal es para nosotros el símbolo de los asturianos que hemos hecho algo por el cómic. Los Premios van representados en una estatuilla de bronce que reproduce la figura de Haxtur y se convocan para las cuatro modalidades de Mejor historia larga, historieta corta, guionista y dibujante. Serán otorgados anualmente con un jurado compuesto exclusivamente por los miembros de El Wendigo y los Premios los entregaremos en las II Jornadas del Cómic de Oviedo.
De forma inédita en España, una historieta de superhéroes, Camelot 3000 escrita por Mike W. Barr y dibujada por Brian Bolland, fue la obra vencedora indiscutible en los Haxtur del año 1985, al estar nominada en las categorías de Guion, Dibujo y Mejor Historieta Larga y haber obtenido dos Premios. Compartió honores con Primer Amor de Carlos Giménez, editado y producido por Toutain Editor, que fue finalista en dos Premios y ganó el Premio de Mejor Historieta Corta. El historietista italiano Giancarlo Berardi ganó el Premio a mejor guionista por su historieta muda Las Crías.
La ceremonia de entrega fue realizada por Sofía Carlota Rodríguez Eguren. En aquel entonces, era una niña junto a su padre, el crítico, investigador e historietista español Faustino Rodríguez Arbesú. Sofía siguió la tradición de ser la Maestra de la Ceremonia en la Entrega de Premios y Clausura hasta su última edición, acompañada en años diferentes por figuras del medio como Luis Conde, Florentino Flórez, Montesol, Juan José Plans y Joaquín Fuertes.
En el año 1986, tuvieron lugar importantes novedades al introducirse la proyección de una grabación en video, que presentaba un amplio muestrario de los trabajos de los finalistas y ganadores de cada modalidad, así como la creación del Premio Haxtur al Autor que Amamos que fue ganado por Miguel Ambrosio Zaragoza «Ambrós», creador de dos de las series más populares de la historieta española, El Jinete Fantasma y El Capitán Trueno.
En el año 1987, la entrega de los Premios Haxtur se realizó en el histórico Teatro Campoamor de Oviedo, al completo de público. Se le entregó un Premio a Víctor de la Fuente y dos a series de superhéroes, Thor de Walter Simonson y Dreadstar de Jim Starlin. Dos años después que fue en 1989, se incorporó el Premio a la Mejor Portada, ganado por Brian Bolland por Batman: The Killing Joke.
En el año 1997, por primera vez, se entregó un Premio Haxtur a la Mejor Editorial española de cómic, ganado por Ediciones Zinco junto con DC Comics, de Estados Unidos. Premio que fue instituido para ser entregado cada 5 o 10 años a aquella editorial que en ese periodo de tiempo obtuviera más galardones de este Premio y en caso de empate, nominaciones.
En el año 2000, se agregó el Premio Haxtur al Humor, otorgado a la obra de un año, por lo complicado e injusto que resultaría la valoración de una obra. Los ganadores fueron Gallego & Rey del diario El Mundo.
En el año 2002, junto con un homenaje y exposición, Trina Robbins ganó el Premio especial John Buscema por sus investigaciones sobre el cómic realizado por mujeres. Este Premio se otorgó de forma no periódica a las personas o asociaciones que habían realizado extraordinarias contribuciones al medio de la historieta y por su aportación al reconocimiento del mismo como arte.
Los Premios Haxtur se entregaron por última vez en el año 2015 con su entrega número treinta debido a la falta de apoyo económico para su realización, tanto público como privado.

## Categorías
El Premio se entregaba en los apartados:
- Mejor Guion.
- Mejor Dibujo.
- Mejor Historia Larga.
- Mejor Historia Corta.
- Mejor Portada (desde el año 1989).
- Autor que Amamos (desde el año 1986).
- Finalista más Votado (desde el año 1990).
- Mejor Editorial (cada 5 - 10 años, desde el año 1997).
- Humor (desde el año 2000).
- Especial John Buscema (desde el año 2002).

## Lista de premios

### Mejor Guion
- 1985: Giancarlo Berardi, por Las Crías, en Cimoc Extra 4: Especial Aventuras (Norma Editorial)
- 1986: Walt Simonson, por Thor: La Saga de Sutur (Ediciones Fórum)
- 1987: Frank Miller, por Batman: el regreso del señor de la noche (Ediciones Zinco)
- 1988: John Byrne, por Metrópolis 900 Mi., en Superman #23 (Ediciones Zinco)
- 1989: Alan Moore, por La Maldición, en La cosa del pantano #5 (Ediciones Zinco)
- 1990: Jean Van Hamme, por XIII (Editorial Grijalbo)
- 1991: Carlos Giménez, por Sabor a menta, en Totem el Comix #53 (Toutain Editor)
- 1992: Jim Starlin, por Silver Surfer #1-5 (Ediciones Fórum)
- 1993: Antonio Segura, por Eva Medusa (Glénat)
- 1994: Neil Gaiman, por Muerte: el alto coste de la vida (Ediciones Zinco)
- 1995: Neil Gaiman, por La Cruzada de los niños (Ediciones Zinco)
- 1996: Peter David, por Para que la oscuridad no nos alcance, en Hulk: La caída del Panteón (Ediciones Fórum)
- 1997: Garth Ennis, por Predicador #1/2 (Ediciones Zinco)
- 1998: Bryan Talbot, por The Dreaming: Extraño amor (Norma Editorial)
- 1999: Mike Richardson y Randy Stradley, por Imperio Carmesí (serie Star Wars) (Norma Editorial)
- 2000: Stan Sakai, por Usagi Yojimbo: Segadora (Planeta DeAgostini)
- 2001: Carlos Giménez, por Firmes... ¡Ar!, en Paracuellos 4 (Glénat)
- 2002: Posy Simmonds, por Gemma Bovery (Ed. Destino)
- 2003: Stan Sakai, por Usagi Yojimbo: La conspiración del dragón (Planeta DeAgostini)
- 2004: Giancarlo Berardi, por Ken Parker. Hogar Dulce Hogar (Norma Editorial)
- 2005: J. Michael Straczynski, por Supreme Power (Panini Comics)
- 2006: Peter O'Donnell, por Mala Suki en Modesty Blaise n.º 4 (Planeta DeAgostini)
- 2007: Jean-Charles Kraehn, por Gil St. André Tomos 6 al 8 (Glénat)
- 2008: Alfonso Zapico, por Café Budapest (Astiberri Ediciones)
- 2009: Leo, por Betelgeuse (Planeta DeAgostini)
- 2010: D. Z. Mairowitz, por Kafka (La Cúpula)
- 2011: Giancarlo Berardi por Julia Aleta Ediciones
- 2012: El Torres por El bosque de los suicidas (Dibbuks)
- 2013: Jan Strnad por Ragemoor Norma Editorial
- 2014: Peter Bagge por La mujer rebelde (La Cúpula)
- 2015: Alfonso Zapico por La balada del norte (Editorial Astiberri)

### Mejor Dibujo
- 1985: Brian Bolland, por Camelot 3000 (Ediciones Zinco)
- 1986: Daniel Torres, por Roco Vargas (Norma Editorial)
- 1987: David Mazzucchelli, por Batman: Año uno (Ediciones Zinco), y Daredevil: Born Again (Ediciones Fórum)
- 1988: Dave Gibbons, por Watchmen (Ediciones Zinco)
- 1989: Brian Bolland, por Batman: la broma asesina (Ediciones Zinco)
- 1990: Walter Simonson, por La canción de Mjolnir, en Marvel Two-in-One #62 (Ediciones Fórum)
- 1991: Grzegorz Rosinski, por Loba, en Thorgal (Norma Editorial)
- 1992: Kevin Maguire, por Las Aventuras del Capitán América (Ediciones Fórum)
- 1993: Georges Bess, por El Lama Blanco (Norma Editorial)
- 1994: Philippe Francq, por Largo Winch #3-4 (Editorial Grijalbo)
- 1995: Jerry Ordway, por El poder de Shazam! (Ediciones Zinco)
- 1996: José Luis García López, por Superman: Kal (Ediciones Zinco)
- 1997: Paul Gulacy, por Batman versus Predator II (Ediciones Zinco)
- 1998: Yslaire, por Sambre (Glénat)
- 1999: Steve Dillon, por Predicador: Camino al sur, (Norma Editorial)
- 2000: Mark Schultz, por Xenozoic Tales (Planeta DeAgostini)
- 2001: Hermann, por Wild Bill ha muerto (Imágica cómics)
- 2002: Gaspar Meana, por La Infanta, el Pirata y el Niño (Ed. VTP)
- 2003: Richard Corben, por Cage (Planeta DeAgostini)
- 2004: Joe Kubert, por Tex: El jinete solitario (Planeta DeAgostini)
- 2005: Igor Kordey, por Tormenta: Arena, en Xtreme X-Men (Panini Comics)
- 2006: Frank Cho, por Shanna (Panini Comics)
- 2007: José Luis García López, por JLA Clasificado: La Mujer Hipótesis (Planeta DeAgostini)
- 2008: Jiro Taniguchi, por Seton: Sandhill Stag (Ponent Mon)
- 2009: Posy Simmonds, por Tamara Drewe (Ediciones Sinsentido)
- 2010: D. Z. Mairowitz, por Kafka (La Cúpula) y Robert Crumb, por Génesis (La Cúpula)
- 2011: José Luis García López por Batman confidencial: La tumba del rey Tut (Planeta DeAgostini)
- 2012: Alfonso Font por Tex: Los lobos rojos (Aleta Ediciones)
- 2013: Ivo Milazzo por «Tex: Sangre en Colorado» (Aleta Ediciones)
- 2014: Chris Samnee por Elektra. Daredevil n° 3 (Panini Comics)
- 2015: Rafael Méndez por Hombre (Aleta Ediciones)

### Mejor Historia Larga
- 1985: Camelot 3000, por Mike W. Barr y Brian Bolland (Ediciones Zinco)
- 1986: Dreadstar, por Jim Starlin (Ediciones Fórum)
- 1987: Batman: el regreso del señor de la noche, por Frank Miller, Klaus Janson, y Lynn Varley (Ediciones Zinco)
- 1988: Watchmen, por Alan Moore y Dave Gibbons (Ediciones Zinco)
- 1989: Wonder Woman, por George Pérez
- 1990: Cinder y Ashe, por Gerry Conway y José Luis García-López (Ediciones Zinco)
- 1991: Hawkworld, por Timothy Truman (Ediciones Zinco)
- 1992: Las Torres de Bois-Maury, por Hermann (Norma Editorial)
- 1993: Eva Medusa, por Antonio Segura y Ana Miralles (Glénat)
- 1994: La crónica de Leodegundo, por Gaspar Meana (Ed. El Pexe)
- 1995: La Avenida Dropsie, por Will Eisner (Norma Editorial)
- 1996: Largo Winch #5-6, por Jean van Hamme y Philippe Francq (Ed. Grijalbo)
- 1997: Predicador #1/2, por Garth Ennis y Steve Dillon (Ediciones Zinco)
- 1998: The Black Dragon, por Chris Claremont y John Bolton (Planeta DeAgostini)
- 1999: Historia de una rata mala, por Bryan Talbot (Planeta DeAgostini)
- 2000: Adolf, por Osamu Tezuka (Planeta DeAgostini)
- 2001: El corazón coronado, por Alejandro Jodorowsky y Moebius Jean Giraud (Norma Editorial)
- 2002: El almanaque de mi padre, por Jirō Taniguchi (Planeta DeAgostini)
- 2003: Usagi Yojimbo: La conspiración del Dragón, por Stan Sakai (Planeta DeAgostini)
- 2004: Monster, por Naoki Urasawa (Planeta DeAgostini)
- 2005: Una historia violenta, por John Wagner y Vince Locke (Astiberri Ediciones)
- 2006: Asa, el ejecutor nº 5, por Kazuo Koike y Goseki Kojima (Planeta DeAgostini)
- 2007 (ex aequo):
  - Usagi Yojimbo: Duelo en Kitanoji, por Stan Sakai (Planeta DeAgostini)
  - Seton: «Lobo», El Rey, por Yoshiharu Imaizumi y Jiro Taniguich (Ponent Mon)
- 2008: Elric, por Michael Moorcock y Walter Simonson (Planeta DeAgostini)
- 2009: El Gavilán (Primer ciclo), por Patrice Pellerin (IO Edicions)
- 2010: Alicia en Sunderland, por Bryan Talbot (Random House Mondadori)
- 2011: Polina de Bastien Vivès (Diábolo Ediciones)
- 2012: El bosque de los suicidas por El Torres y Gabriel Hernández (Dibbuks)
- 2013 (ex aequo):
  -  Tex:Sangre en Colorado por Claudio Nizzi y Ivo Milazzo (Aleta Ediciones)
  -  Tex: El gran robo de Claudio Nizzi y José Ortiz (Aleta Ediciones)
- 2014 (ex aequo):
  -  La propiedad de Rutu Modan (Ediciones Sinsentido)
  -  Tex:Colorado Bell de Mauro Boselli y Alfonso Font (Aleta Ediciones)
- 2015: El Cantar de Teudan; Tomos I y II de Gaspar Meana Editorial UIB (Universidad de las Islas Baleares)

### Mejor Historia Corta
- 1985: Primer Amor, por Carlos Giménez, en Ilustración+Comix Internacional #45 (Toutain Editor)
- 1986: Los Pecados de Cupido, por Jorge Zentner y Rubén Pellejero (Norma Editorial)
- 1987: Barcelona 1992, por Montesol (Norma Editorial)
- 1988: Macao, por Mique Beltrán (Norma Editorial)
- 1989: La rosa de Abisinia, por Víctor Mora y Víctor de la Fuente, en Gran Aventurero #1 (Ediciones B)
- 1990: La sangre del volcán, por Alfonso Font (Norma Editorial)
- 1991: Mechanics, por Jaime Hernández (La Cúpula)
- 1992: El Santo Maldito, por Jamie Delano y Bryan Talbot, en Hellblazer #1 (Ediciones Zinco)
- 1993: Estación de nieblas parte 4 en Sandman por Neil Gaiman y Matt Wagner, en Sandman #18 (Ediciones Zinco)
- 1994: Gon vive con los pingüinos, por Masashi Tanaka, en Gon #2 (La Cúpula)
- 1995: Batman: Amor Loco, por Paul Dini y Bruce Timm (Ediciones Zinco)
- 1996: Volver a casa, por Dennis O'Neil y Rick Burchett, en Las crónicas de Batman #1 (Ediciones Zinco)
- 1997: La quimera del oro, por Don Rosa (Ediciones B)
- 1998: Hellblazer: Confesión, por Garth Ennis y Steve Dillon (Norma Editorial)
- 1999: Usagi Yojimbo: Daisho, por Stan Sakai (Planeta DeAgostini)
- 2000: La maquinación Voronov, por YvesSente y André Juillard (Norma Editorial)
- 2001: Superman, las 4 estaciones: Invierno, por Jeph Loeb y Tim Sale (Norma Editorial)
- 2002 (ex aequo):
- 2003: Pacto entre caballeros, en Spider-Man's Tangled Web #7, por Bruce Jones, Lee Week y Josef Rubinstein (Planeta DeAgostini)
- 2004: El lobo solitario y su cachorro #4, Kazuo Koike y Goseki Kojima (Planeta DeAgostini)
- 2005: El Olmo del Cáucaso, Ryuichiro Utsumi y Jiro Taniguich (Ponent Mon)
- 2006: Amor de juventud en Tim Sale: Solo, por Diana Schutz y Tim Sale (Planeta DeAgostini)
- 2007: Ese día, por Carlos Giménez, en Barrio #4 (Glénat)
- 2008: Deadman. La muerte y la doncella, por Steve Vance, José Luis García López y Josef Rubinstein (Planeta DeAgostini)
- 2009: Un buen hombre, por VV.AA. (Glénat)
- 2010: Hellboy. El hombre retorcido, por Mike Mignola y Richard Corben (Norma Editorial)
- 2011: Adiós Mer Bunny- Historias Cortas por Naoki Urasawa (Planeta DeAgostini)
- 2012: La sombra sobre Innsmouth/ H. P. Lovecraft: Desde el más allá... por Erik Kriek (La Cúpula)
- 2013: `Mi amigo Red. Jerry Spring Integral 4, por JIJÉ Ponent Mon
- 2014: Peter Bagge por La mujer rebelde (La Cúpula)
- 2015: Javi Rodríguez y Mark Waid por Daredevil, Pecado original (Panini Comics)

### Mejor Portada
- 1989: Tom's Bar, por Ivo Milazzo en Totem-El Comix #31 (Toutain Editor)
- 1990: Las mejores historias del Joker, por Brian Bolland (Ediciones Zinco)
- 1991: Los 4 Fantásticos #100 (portada interior), por Walter Simonson (Ediciones Fórum)
- 1992: Las mejores historias de los años 50, por Joe Kubert (Ediciones Zinco)
- 1993: Superman #120, por Jerry Ordway (Ediciones Zinco)
- 1994: Aliens: Salvación, por Mike Mignola (Norma Editorial)
- 1995: Marvels #3, por Alex Ross (Ediciones Fórum)
- 1996: Star Wars #1, por Art Adams (Norma Editorial)
- 1997: Batman: oscuras lealtades, por Howard Chaykin (Ediciones Zinco)
- 1998: Hellblazer, por Glenn Fabry, en Vértigo #49 (Norma Editorial)
- 1999: Aliens: Galería de espejos, por David Lloyd (Norma Editorial)
- 2000: Predicador. Y llegó el infierno #2, por Glenn Fabry (Norma Editorial)
- 2001: Star Wars: Misión Malastare, por Mark Schultz (Norma Editorial)
- 2002: Juan Solo: Los perros del poder, por Georges Bess (Planeta DeAgostini)
- 2003: Djinn #1, por Ana Miralles (Norma Editorial)
- 2004: Capitán América: Hielo (primera parte), por John Cassaday (Planeta DeAgostini)
- 2005: Loki, por Esad Ribic (Panini Comics)
- 2006: La fórmula en Martin Mystère n.º 3, por Giancarlo Alessandrini (Aleta Ediciones)
- 2007: Clásicos DC: Orion n.º 4 (Portada interior n.º 21), por Walter Simonson (Planeta DeAgostini)
- 2008: María y yo, por Miguel Gallardo (Astiberri Ediciones)
- 2009: La Guarida del Horror, por Richard Corben (Panini comics)
- 2010: Batman Año 1 n.º 3 (Portada interior), por David Mazzucchelli (Planeta DeAgostini)
- 2011: Julia nº2 por M. Soldi (Aleta Ediciones)
- 2012: Yaxin. El fauno Gabriel por Man Arenas (Norma editorial)
- 2013: Nuevas aventuras de Diego Valor de Daniel Acuña. (EDT editorial)
- 2014: Daredevil: Dark Nigths n° 8, de Amanda Conner.
- 2015: Little Nemo, Regreso a Slumberland de Gabriel Rodríguez. (Editorial Planeta Cómic)

### Autor que Amamos
- 1986: Miguel Ambrosio Zaragoza «Ambrós»
- 1987: Víctor de la Fuente
- 1988: Eugenio Giner
- 1989: Lee Falk
- 1990: Chiqui de la Fuente
- 1991: Dan Barry
- 1992 (ex aequo):
  - Al Williamson y
  - Adolfo Álvarez Buylla
- 1993: Juan García Iranzo
- 1994: Joe Kubert
- 1995: Will Eisner
- 1996: Roy Thomas
- 1997 (ex aequo):
  - John Buscema y
  - Gilbert Shelton
- 1998: Dennis O'Neil
- 1999 (ex aequo):
  - Rafael Méndez y
  - Neal Adams
- 2000 (ex aequo):
  - Ibáñez y
  - Quino
- 2001: Alejandro Jodorowsky
- 2002: Marie Severin
- 2003 (ex aequo):
  - Sydney Jordan y
  - Moebius
- 2004: Purita Campos Mordillo
- 2005: Jim Starlin
- 2006: Frank Stack
- 2007: Luis del Olmo
- 2008: (ex aequo):
  - Giancarlo Berardi y
  - Michael Kaluta
- 2009: Russ Heath
- 2010: José María Blanco Ibarz
- 2011 (ex aequo):
  - Jean Claude Mezieres
  - Hermann Huppen y
  - Núria Pompeia
- 2012 (ex aequo):
  - Georges Bess y
  - Bruce Jones
- 2013: José Ortiz
- 2014 (ex aequo):
  - Ricardo Martínez,
  - Jordi Bernet y
  - Stan Sakai
- 2015 (ex aequo):
  - José Luis García López y
  - Trini Tinturé

### Mejor Editorial
- 1997 (ex aequo):
  - DC Comics
  - Ediciones Zinco
- 2007: Planeta DeAgostini

### Humor
- 2000: Gallego & Rey
- 2001: El Roto
- 2002: Neto, por Nuestros Paisanos (Ed. Madú)
- 2003: Roberta Gregory, por Ha nacido un putón (Ed. Recerca-Alecta)
- 2004: Idígoras y Pachi, por Alicia, institutriz de Letizia y Las vacaciones de dos familias (El Mundo)
- 2005: Ricardo, por Ricardo 2003-2004 (El Jueves)
- 2006: Ramón, (Colpisa)
- 2007: Maitena, por Todas las mujeres alteradas, (Ed. DeBolsillo)
- 2008: Pinto y Chinto (La Voz de Galicia)
- 2009: (ex aequo):
  - La mirada zítrica, por Mórtiner (La Nueva España de Gijón)
  - Pau per tots, por Pau (Diario de Mallorca)
- 2010: Pecados Veniales, por Arthur de Pins (Dibbuks)
- 2011: Neto. Ernesto García del Castillo por La Voz de Asturias
- 2012: Paul Kuczynski o Pawla Kuczynskiego por Internet
- 2013: Sergio Aragonés, cinco décadas de sus mejores trabajos de Sergio Aragonés. (ECC ediciones)
- 2014: Eneko, por sus trabajos en Interviú y 20 Minutos
- 2015: Ziraldo (Brasil)

### Especial John Buscema. Amar el Cómic
- 2002: Trina Robbins
- 2003: Desierto
- 2004 (ex aequo):
  - Luis Alberto de Cuenca y
  - Carlos Giménez
- 2005: Jim Starlin
- 2006: John Lent
- 2007: Maurice Horn
- 2008: Luis Gasca
- 2010: Gil Parrondo
- 2011: Desierto
- 2012: Instituto Quevedo del Humor de la Universidad de Alcalá - Director Tomás Gallego
- 2013 (ex aequo):
  - Javier Mariscal
  - Frédéric Manzano
- 2014 (ex aequo):
  - Juan José Plans y
  - Quino
- 2015 (ex aequo):
  - Universidad de las Islas Baleares
  - Juan Muñoz, Profesor de la Universidad de las Islas Baleares y director de Ediciones UIB. En ambos casos, por el gran aporte cultural que ha supuesto al cómic, el haber editado en castellano La Crónica de Leodegundo, obra medieval que abarca desde el año 711 al 960, del autor Gaspar Meana
  - Jorge Macabich